# Sędzice (województwo warmińsko-mazurskie)
Sędzice – wieś w Polsce położona w województwie warmińsko-mazurskim, w powiecie nowomiejskim, w gminie Biskupiec.
W latach 1975–1998 miejscowość położona była w województwie toruńskim.